# 蒙哥馬利 (明尼蘇達州)
蒙哥馬利（英語：Montgomery）是一個位於美國明尼蘇達州勒蘇爾縣的城市。

## 人口
根據2020年美國人口普查的數據，蒙哥馬利的面積為6.50平方千米，皆為陸地。當地共有人口3249人，而人口密度為每平方千米500人。